# Beynelmilel – Die Internationale
Beynelmilel – Die Internationale ist ein türkischer Film von Sırrı Süreyya Önder und Muharrem Gülmez, der 2006 produziert wurde und im Januar 2007 erschien. Er erzählt auf tragisch-lustige Art von den Auswirkungen des Militärputschs von 1980 auf das Leben traditioneller Musiker im Osten der Türkei.

## Handlung
Damals im Jahr 1982 herrschten kurz nach dem Putsch noch strenge Gesetze in der Türkei. Abuzer ist Witwer und ein Musiker (tr: Gevende) aus Adıyaman, der mit anderen Freunden wegen der Ausgangssperre nur heimlich seinem Beruf nachgehen kann. Doch eines Tages werden sie in einer illegalen geöffneten „Kneipe“ vom Militär aufgegriffen und verhaftet. Sie kommen nur frei, als sie sich verpflichten, unter der Anleitung eines Offiziers eine moderne Musikkapelle zu bilden. Da in den kommenden Tagen führende Mitglieder des Militärrates die Stadt besuchen werden, soll die Gruppe um Abuzer Teil des Empfangskomitees werden.
Aber auch der Student Haydar arbeitet auf den Besuch des Militärrates hin. Als überzeugter Kommunist will er mit einer Aktion gegen das Militär protestieren. Abuzers Tochter Gülendam, die in Haydar verliebt ist, kommt durch ihn mit der Idee des Kommunismus in Berührung und stellt die herrschende Ordnung in der Türkei in Frage. Sowohl Abuzer als auch Haydars Bruder Servet stehen dem skeptisch gegenüber und sorgen sich. Eines Tages überrascht Abuzer seine Tochter beim Abspielen der Internationalen und fragt neugierig nach dem Lied, das ihm sehr gefällt. Aus Angst sagt sie, dass das nur ein klassisches fremdländisches (Beynelmilel) Lied sei und ahnt nicht, dass ihr Vater genau dieses Lied beim Empfang des Militärrates spielen will.
Am Tag der Ankunft des Militärrates spielt die Musikband zu Ehren derselben ihr Empfangslied, was bei den Militärs für Unruhe und Verwirrung sorgt. Gleichzeitig hat Gülendam ein riesiges Plakat mit antimilitaristischen Parolen (Cuntalar olmasın – Es soll keine Militärjunta geben), was die Situation eskalieren lässt, es fallen Schüsse und Haydar wird getroffen. Die Ratsmitglieder verlassen den Platz und die gesamte Kapelle wird gefangen genommen. Später sieht man die Musiker und Gülendam in einem Gefängnis, wo sie drangsaliert und geschlagen werden, denn sie werden für kommunistische Verschwörer gehalten. Nach einem letzten Blick zu seiner Tochter sagt Abuzer, dass es seine alleinige Komposition war, er wird weggeführt und taucht nie wieder auf. In der letzten Szene sieht man die gealterte Gülendam mit ihrer Tochter als plötzlich im Fernseher der russische Armeechor die Internationale singt. Auf die Frage ihrer Tochter welches Lied das sei, antwortet Gülendam weinend, dass es das Werk ihres Vaters ist.

## Trivia
- Der Film spielt zwar in Adıyaman, wurde aber komplett in Tarsus gedreht.
- Der Film wurde in 7,5 Wochen abgedreht

## Auszeichnungen
- 18. Ankara Uluslararası Film Festivali 2007:
  - Bester nationaler Spielfilm
  - Bestes nationales Drehbuch – Sırrı Süreyya Önder
- 26. International Istanbul Film Festival 2007:[1]
  - Spezialpreis der Jury
  - Beste Schauspielerin (im nationalen Wettbewerb) – Özgü Namal
- 14. Altın Koza Film Festivali 2007:[2]
  - Bester Film
  - Bester männliche Hauptdarsteller – Cezmi Baskın
  - Beste weibliche Nebendarstellerin – Meral Okay und Dilber Ay
  - Beste Cinematographie – Gökhan Atılmış
  - Bestes Szenario – Sırrı Süreyya Önder
  - Publikumspreis
- 6. Pune International Film Festival (Indien) 2008:
  - Bester männliche Hauptdarsteller – Cezmi Baskın
- 7. Karatschi International Film Festival (Pakistan) 2009:
  - Bester männliche Hauptdarsteller – Cezmi Baskın
  - Bester Regisseur – Cezmi Baskın – Sırrı Süreyya Önder und Muharrem Gülmez